# Carmageddon TDR 2000
Carmageddon TDR 2000 es un videojuego de coches creado en el año 2000 como secuela de Carmageddon y de Carmageddon II. Como sus antecesores, destaca por el morbo y la violencia al volante de un coche que va atropellando y matando personas además de destrozar el coche. En esta ocasión el desarrollador es Torus Games.

## Juego
El Carmageddon TDR (The Death Race) 2000 comenzó a venderse a finales del 2000. Obviamente la compañía que se encargó de producirlo fue SCI, pero fue diseñado por Torus Games con lo que perdió mucho trasfondo del Carmageddon original y no tiene tanta garra como los anteriores.
El tercer Carmageddon para PC mejoraba muchas características de las anteriores versiones. Uno de esos cambios fueron los vehículos, los cuales poseían un nivel de detalle muy grande. Además había más de 30 para elegir. Los peatones en este Carmageddon son mucho más violentos: golpean con palos o varas de hierros, lanzan molotovs, etc.
Además uno puede arrancarle un miembro a un peatón y este sigue viviendo, al igual que en Carmageddon 2. Los niveles también mejoran su aspecto gráfico pero no son tan extensos como en el Carmageddon 1 o el 2. Las misiones han sido mejoradas: por ejemplo en una misión debemos despertar a un robot del mismísimo King Kong para poder huir de un nivel. Al comienzo solamente podemos optar por el Eagle MK4 conducido por Max Damage pero destruyendo a los oponentes y comprando los coches conseguiremos más vehículos. 
Otro dato importante es que nosotros mismos podemos pintar los coches que vamos a conducir así como también podemos generar todo tipo de skins originales. El primer programa de demostración del Carmageddon TDR 2000 es totalmente diferente al juego original en relación con el aspecto gráfico y al coche protagonista.
El videojuego pierde jugabilidad ya que al comenzar la carrera te dan un tiempo mínimo para realizarla, y el atropello de peatones bonifica con menos tiempo, favoreciendo que el jugador tenga que dedicarse a la misión o la carrera, en vez de vagar y hacer lo que le plazca por el mapa de la ciudad como era habitual en las versiones anteriores.

### Carmageddon TDR 2000 para Game Boy Color
Un poco después de la fecha de salida del Carmageddon TDR 2000 para PC se comenzó a vender una versión del mismo juego para Game Boy Color. A simple vista podemos darnos cuenta que el juego es muy parecido al Carmageddon para Game Boy. El juego se mostró en la E3 del 2000 y se comenzó a vender a finales del mismo año a través de Torus Games. En este Carmageddon comenzamos a jugar con el Eagle MK4 como es habitual.
Los niveles son originales y varios vehículos también y se puede utilizar el cable de enlace, para jugar con un amigo. Otro aspecto positivo son los controles del juego que superan a los del Carmageddon para GBC.

## Extensiones

### Carmageddon Nose Bleed Pack
Este pack desarrollado por SCi y Torus Games para el Carmageddon TDR 2000 comenzó a venderse en diciembre del año 2000. El pack trae nuevos vehículos como "Jaws" o "Lucifer" y nuevos mapas como "The Hell" (con refacturación del nivel del Splat Pack) o el nivel gánster llamado "1920". También en el pack vienen varios niveles para jugar en línea como el 'SpeedMway Oval' o el 'Athletics Ground' y nuevos power-ups como el 'Meteor Storm' (caen meteoritos en el nivel) o el 'Hover Mode' (la habilidad para levitar con el coche). 
Obviamente necesita el Carmageddon TDR 2000 para poder funcionar. En su momento si registrabas la copia original del Carmageddon TDR te enviaban gratuitamente el CD con esta extensión.
El Vehículo 'Juggernaut' fue eliminado del juego ya que hubo errores técnicos.

## Cómic
El Carmageddon TDR tuvo mucho éxito, tanto que se creó hasta una historieta protagonizada por Max Damage, un cómic contado en 12 minicapítulos creado por Tozzer.